# دوغ آدامز
دوغ آدامز (بالإنجليزية: Doug Adams)‏ هو لاعب كرة قاعدة أمريكي، ولد في 27 يناير 1943 في بلو ريفر في الولايات المتحدة.

## وصلات خارجية
- دوغ آدامز على موقعبيزبول رفرنس.كوم (الدوري الرئيسي) (الإنجليزية)
- دوغ آدامز على موقعبيزبول رفرنس.كوم (الدوري الثانوي) (الإنجليزية)
- دوغ آدامز على موقع إي إس بي إن.كوم (أم.أل.بي) (الإنجليزية)
- دوغ آدامز على موقع مشجعي الرسوم البيانية (الإنجليزية)